# Twie Tjoa
Twie Giok Tjoa (Soerabaja, 3 december 1943) is een Nederlands feminist en organisatiesocioloog, gespecialiseerd op het omgaan met diversiteit en inclusie op het werk en in de maatschappij. In Suriname was zij de eerste vrouwelijke directeur op het ministerie van Arbeid. Na haar verhuizing naar Nederland in 1996 heeft Tjoa zich in vele organisaties ingezet voor verbetering van de positie van vrouwen, in het bijzonder zwarte, migranten- en vluchtelingenvrouwen (ZMV-vrouwen). Voor haar werk ontving zij verschillende onderscheidingen. Tjoa wordt gezien als een icoon van de ZMV-beweging.

## Biografie
Tjoa werd geboren als deel van een eeneiige tweeling. Ze had ook een acht jaar oudere broer. Beide ouders waren Peranakan-Chinezen. Haar moeder, Kiem Tjing Tjoa-Liem (1911-1997), was onderwijzeres, haar vader, Tiang An Tjoa (1907- 1978), boekhouder. Haar ouders waren katholiek, en voedden hun kinderen daarnaast op in de Chinese cultuur en tradities. Zij bezocht de katholieke meisjesschool Sancta Angela. Na de derde klas werd ze — na aandringen van haar moeder — in 1952 toegelaten tot de Concordante lagere school; een gemengde school waar in het Nederlands les werd gegeven. In 1955 stapte ze over naar het uitgebreid lager onderwijs (ulo), en aansluitend naar de hogereburgerschool (hbs). In 1957 werd de school gesloten in het kader van Soekarno's dekolonisatiepolitiek: alle Nederlandstalige scholen werden verboden. Tjoa kreeg daarna les aan een Indonesische middelbare school.
Chinezen werden in Indonesië aan het eind van de jaren 1950 steeds meer gediscrimineerd en vernederd. In 1962 vluchtte de familie daarom in het diepste geheim naar Suriname, vlak voor het eindexamen van Tjoa. Zij werden in Suriname met open armen ontvangen en Tjoa voelde er zich meteen thuis.
In Suriname ging Tjoa naar de Algemene Middelbare School (AMS), waar zij haar middelbareschoolopleiding afrondde. Voor haar vervolgopleiding verhuisde Tjoa in 1966 naar Nederland, waar ze studeerde aan de Rooms-Katholieke Akademie voor Educatieve Arbeid Kopse Hof in Nijmegen. Vervolgens (1970-1975) studeerde ze Organisatiesociologie aan de Universiteit Utrecht. Na haar afstuderen keerde Tjoa in 1975 terug naar Suriname om mee te bouwen aan het onafhankelijke Suriname.
In Suriname volgde zij de post-HBO-leergang Supervisie, een samenwerkingsproject van de Hogeschool van Amsterdam en het Supervisoren-netwerk in Paramaribo. Van 1991-1992 (tijdens een sabbatical van een jaar) studeerde zij in het kader van de Hubert Humphrey Fellowship Program aan de American University (AU), een particuliere universiteit in de Amerikaanse hoofdstad Washington D.C. op het gebied van 'Women and Development' en 'Structural Adjustment Management'.
In 1996 verhuisde zij noodgedwongen vanwege gezondheidsredenen (een niertransplantatie) voorgoed naar Nederland.

## Carrière

### Suriname
In Suriname werd Tjoa hoofd van de dienst Onderzoek en Planning van het ministerie van Sociale Zaken. Eind jaren tachtig en begin jaren negentig was Tjoa de eerste vrouwelijke directeur op het ministerie van Arbeid. Verbetering van de positie van de Surinaamse vrouwen stond centraal in het werk van Tjoa. Maar ook in het vrijwilligers- en bestuurswerk dat zij naast haar werk deed, bij onder andere de Organisatie van Surinaamse vrouwen (OSV), het Netwerk van Supervisoren, SOS Kinderdorp, Surinaamse Vereniging van Vrouwen met een Hogere Opleiding en de progressieve politieke beweging, de Volkspartij. 
Ze streed tegen stereotiepe denkbeelden over vrouwen, voor onderwijs en scholing, betere werkomstandigheden waaronder een goede kinderopvang (met name voor alleenstaande moeders) maar ook voor huisvesting voor vrouwen. Zij zette zich ook in voor afschaffing van het 'decreet van handelingsonbekwaamheid van gehuwde vrouwen', de wetgeving die het een gehuwde vrouw in Suriname onmogelijk maakte om financiële of juridische handelingen uit te voeren zonder toestemming van haar huwelijkspartner. In de periode van 1975 tot 1978 organiseerden verschillende vrouwenorganisaties acties en debatten. Op 16 april 1981 werd de wet officieel opgeheven.
Tjoa was afgevaardigde namens de Surinaamse regering tijdens de Wereld Vrouwenconferentie van de Verenigde Naties in Kopenhagen in 1980.

#### Wetenschappelijke bijdragen
Tussen 1992 en 1995 publiceerde Twie Tjoa zowel in het Engels als in het Nederlands verschillende teksten over de positie van vrouwen in de Surinaamse samenleving. Zo verscheen in 1992 haar rapport  Women in the Caribbean: 500 years of history. Political Participation of Women. Legal Status of Women. Suriname. (Vrouwen in het Caraïbisch gebied: 500 jaar geschiedenis. Politieke deelname van vrouwen. Wettelijke positie van vrouwen. Suriname) bij het Venezolaanse "Instituto Venezolano de Estudios Sociales y Politicos" (Venezolaans Instituut voor Sociale en Politieke Wetenschap).  Daarin laat ze zien dat vrouwen, hun manier van leven, hun betekenis voor de geschiedenis, grotendeels "onzichtbaar" zijn in de wetenschappelijke literatuur over Suriname. Ze probeert vervolgens daarin verandering te brengen voor drie perioden in de Surinaamse geschiedenis: de koloniale periode (1650-1940), de periode van het opkomende nationalisme tot aan de onafhankelijkheid (1940-1975) en de periode na de onafhankelijkheid (na 1975). Binnen deze drie perioden gaat ze in op de deelname van vrouwen aan de politiek en op de wettelijke status van vrouwen. 
In enkele bijdragen voor wetenschappelijke tijdschriften heeft ze dit in 1995 verder uitgewerkt. Onder de titel 'The Political Participation of Women in Suriname from a Herstorical Perspective' (de politieke deelname van vrouwen in Suriname vanuit een herstorisch perspectief) verschenen twee verschillende bijdragen in het Leidse VENA journal en in het Surinaamse Journal of Social Sciences.

### Nederland
Na 23 jaar in Suriname kwam Tjoa in 1996 voorgoed naar Nederland. Zij werd beleidsmedewerker (1998-2004) bij de organisatie de Vrouwen Alliantie, een koepelorganisatie van landelijke (vrouwen)organisaties, die streefde naar economisch zelfstandigheid voor alle vrouwen. Zij schreef onder andere rapporten over de arbeidspositie van zwarte, migranten- en vluchtelingenvrouwen, die van vrouwen met een lichamelijke beperking en vrouwen met chronische ziekten.
Na de subsidiestop, en daarmee de opheffing van de Vrouwen Alliantie in 2004, werkte Tjoa als supervisor, coach en trainer bij diverse professionele begeleidingstrajecten, in het bijzonder op het gebied van diversiteit en inclusie. Zij is onder andere verbonden aan de PAO Psychologie (een postacademische opleiding) als docent en leersupervisor binnen de opleiding supervisiekunde, werkt als begeleider van intervisiegroepen bij Regionale Organisatie Huisartsen Amsterdam (ROHA), is supervisor bij de opleidingsorganisatie Begeleiden voor Iedereen en geeft supervisie aan huisartsen in opleiding bij het VU medisch centrum (VUmc) en de Erasmus Universiteit Rotterdam.
Tjoa heeft meegewerkt aan verschillende publicaties op haar werkterrein. Zo schreef zij een hoofdstuk in het boek Supervisiekunde (2015) en Van levenservaring naar ervaringsdeskundigheid (2018).
Met acht professionele auteurs met een Indische en Molukse achtergrond, werkzaam in de sociaal-agogische sector en verenigd in het Netwerk Bingkil, heeft Tjoa onderzoek gedaan naar de rol van Indische aspecten in leiderschap. Het viel hen op dat de Indische manier van leiding geven vooral indirect, procesgericht en op de achtergrond gebeurt. Het onderzoek resulteerde in het boek De stille kracht van leiderschap, een Indisch perspectief (2008).
Samen met collega’s Enith Pereira, Margie Kessler, Christine van Duin en Ankephien van Tijen vormde Tjoa het Netwerk Caleidoscopia, gevestigd in Amsterdam. Het netwerk is onder meer actief in het onderwijs, het welzijnswerk en de gezondheidszorg, in de vakbond, de vrouwen- en LHBT-beweging en in organisaties voor ouderen met een migratie-achtergrond. In het netwerk was Tjoa nauw betrokken bij de ontwikkeling van het diversiteitsspel Caleidoscopia en het bijhorende handboek Caleidoscopia, Spelen met Diversiteit: Theorie, Praktijk en Ervaring, dat zich richt op begeleiders die in hun werk te maken hebben met diversiteit en de invloed daarvan op hun eigen positie en op die van de mensen met wie ze werken en samenwerken. Het concept is ontwikkeld op basis van intersectionaliteit.

## Activiteiten in organisaties
Tjoa voelt zich als een kind van vier culturen, pendelend - en bruggenbouwer - tussen Chinees, Indonesisch, Surinaams en Nederlands. Ze was en is actief in verschillende organisaties, met name op het terrein van (lesbische) zwarte, migranten en vluchtelingenvrouwen:
- Voorzitter (1999-2009) van Zami , een organisatie voor zwarte, migranten- en vluchtelingenvrouwen. In deze functie had zij ook zitting in de stuurgroep van het project Haar Geschiedenis, een oral history-project met (levens)geschiedenissen van Nederlandse vrouwen van Surinaamse, Marokkaanse en Indische afkomst. Er verscheen een boek[17] met een selectie van de verhalen; de verhalen zelf zijn opgenomen in de collectie van Atria, kennisinstituut voor emancipatie en vrouwengeschiedenis.
- Bestuurslid bij de FNV Vrouwenbond (2004-2013, onderdeel van de Federatie Nederlandse Vakbeweging) en begeleidde binnen de bond intervisiegroepen voor zwarte, migranten- en vluchtelingenvrouwen.[3][18]
- Bestuurslid van Stichting Mil Colores[7] (vanaf 2014), platform voor vrouwen, in het bijzonder lesbische, biseksuele en trans-vrouwen uit diverse etnische groepen. Mil Colores staat voor een inclusieve samenleving en biedt sinds 2000 een ontmoetingsplek.
- Vicevoorzitter van Stichting Fos'ten,[19] een organisatie van Surinaamse vrouwen 50+, opgericht in 1997.
- Vanuit Fos'ten was zij ook betrokken bij het Netwerk van Organisaties van Oudere Migranten (NOOM), opgericht met het doel om ouderen met een migratie-achtergrond te representeren, zodat een sterke landelijke belangenbehartiging ontstaat.
- Voorzitter van de beheersstichting het Hugo Olijfveldhuis, in samenwerking met de Vereniging Ons Suriname.[3]
- Bestuurslid Stichting Dian[20] (opgericht in 2013), een netwerkorganisatie van vrouwen in Nederland met een Indonesische achtergrond.
- Zij is een van de bedenkers van talkshow Pink Talks: persoonlijke verhalen en gesprekken over lesbische gevoelens, lesbische identiteit, succes, persoonlijke strijd en ambitie. In 2019 organiseerde het kenniscentrum Atria ter gelegenheid van Pride Amsterdam de Pink Tour. Van Paarse September tot Roze Zaterdag. Vrouwen van toen zijn erbij en delen hun ervaringen met archiefmateriaal als rode draad: Tjoa (31 juli) en Gon Buurman (30 juli).[21]
- In het kader van diversiteit en inclusie is zichtbaarheid van LHBTI+ voor haar een relevant politiek statement geworden. Zo werkte zij mee aan het project Roze Levensverhalen van de Stichting  IHLIA LGBTI Heritage. Op 6 november 2022 werd haar levensverhaal, Twie Tjoa Liefde in beweging , opgetekend door Marten Bos, gepresenteerd als het 50ste boek in de serie Roze Levensverhalen. In het boek noemt zij haar drijvende kracht haar migratieverhaal, het samenleven en omgaan met verschillen, die zij ervaart als complementair en verrijkend.[5]

## Erkenning
Tjoa is een pionier en boegbeeld van de (lesbische) ZMV-beweging. Zij wordt gezien als een van de eerste vrouwen in Nederland die werkte aan de empowerment van zmv-vrouwen. Kunstenaar en activist Patricia Kaersenhout maakte voor de tentoonstelling Surinamers in Nederland: 100 jaar Emancipatie en Strijd drie portretten van vrouwen met een Surinaamse en Caraïbische achtergrond. Op een van deze drie portretten is Tjoa, samen met de activiste Naomie Pieter afgebeeld. Zij werd ook opgenomen in het boek Bedtijdverhalen voor rebelse meisjes, 100 bijzondere Nederlandse vrouwen. In februari-maart 2022 is Tjoa te zien in de serie van reporters Charisa Chotoe en Devika Partiman, in opdracht van Atria, kennisinstituut voor emancipatie en vrouwengeschiedenis, Zij interviewen pioniers uit de ZMV-Vrouwenbeweging.
Nominatie voor de Triomf-prijs (2008)In 2008 werd zij genomineerd voor de Triomf -een Nederlandse emancipatieprijs die dat jaar werd toegekend aan Halleh Ghorashi.
Zami Award en erespeld Gemeente Amsterdam (2009)De Zami Award van 2009 werd op 26 november in de Boekmanzaal van het stadhuis van Amsterdam uitgereikt aan oud-voorzitter Tjoa. Deze jaarlijks prijs werd aan Tjoa toegekend omdat zij Stichting ZAMI tien jaren lang op waardige manier als voorzitter geleid heeft. Bij deze gelegenheid bood bestuurder Wil Codrington namens burgemeester Job Cohen, een ere-speld van de gemeente Amsterdam aan.
Andreaspenning (2018)De Andreaspenning wordt toegekend aan personen die grote prestaties hebben verricht op sociaal, cultureel, maatschappelijk of economisch gebied voor Amsterdam met een landelijke uitstraling. Tjoa ontving de Andreaspenning in oktober 2018 voor haar inzet voor de emancipatie van (zwarte, migranten- en vluchtelingen) vrouwen. Uit het juryrapport van de gemeente: "Binnen de Surinaamse, migranten- en LHBT-gemeenschap is Tjoa een icoon en rolmodel. Zij was de eerste vrouwelijke directeur op het ministerie van Arbeid in Suriname en ook buiten haar werk maatschappelijk actief in de vrouwenbeweging."
Ridder in de Orde van Oranje-Nassau (2019)In 2019 werd ze koninklijk onderscheiden en benoemd tot Ridder in de Orde van Oranje-Nassau voor haar 'belangrijke bijdrage aan de emancipatie van zwarte, migranten- en vluchtelingenvrouwen en biculturele LHBTIQ+'s.
Gouden Vioolspeld (2021)Tijdens de jaarlijkse dokter Sophie Redmond-lezing ontving Tjoa in 2021 de Gouden Vioolspeld 2021. De uitreiking vond enkele dagen eerder plaats. Jaarlijks wordt deze onderscheiding toegekend aan een vrouw die in de geest van Sophie Redmond inspireert en wordt gezien als een rolmodel door buitengewone prestaties op maatschappelijk en/of cultureel gebied.

### Publicaties van Twie Tjoa
- (en) Tjoa, Twie (1992). Women in the Caribbean: 500 years of history. Instituto Venezolano de estudios sociales y politicos (INVESP). OCLC 833311016
- Tjoa, Twie (1993). Sociale programma's vanuit het perspectief van vrouwen en ontwikkeling. In:  Vrouwen Ook Uw Zaak : Sociaal Programma SAP. Stichting Projekta, [Paramaribo], 16–25. OCLC 773320198
- Malmberg-Guicherit, Henna, Tjoa, Twie & Tromp, Estrelita (1994). De positie van de vrouw in de Republiek Suriname in een periode van economische crisis en herdemocratisering : nationaal rapport. Culconsult, Paramaribo. OCLC 68450105
- (en) Tjoa, Twie  (1995a). The Political Participation of Women in Surinam from a Herstorical Perspective. Vena Journal  7 (2): 15-19 OCLC 770665092
- (en) Staphorst, Siegmien, Twie Tjoa, Mayke Kromhout, Riane Haas-Bledoeg; Henna E Malmberg-Guicherit, Humphrey E. Lamur, P. Olton, Aisha Khan  (1995b). Gender relations (thema). Tijdschrift voor maatschappijwetenschappen = Journal of social sciences  2 (2) OCLC 832775222
- Tjoa, Twie (1997a). Zwarte, migranten- en vluchtelingenonderneemsters : wie - wat - waar. Stichting Culconsult, Diemen. OCLC 68079460
- Tjoa, Twie, Marhé, U  (1997b). Tapu sjén: bedek je schande: Surinamers en incest. Oso : tijdschrift voor Surinaamse taalkunde, letterkunde en geschiedenis  16 (1): 102 OCLC 770728918
- Minnaard, Liesbeth (tekst), Bushach, Pamela (vert.), Kohlmann, Christel (eindred.), Tjoa, Twie (medew.) (1999a). Wat heeft Asten met Beijing te maken?. Vrouwen Alliantie voor Economische Zelfstandigheid en Herverdeling van Arbeid, Den Haag. OCLC 320810345
- Tjoa, Twie, en anderen  (1999b). Invloed op Europa (themanummer). Bet/On Berichten  1999 (1-2): 2–28[31]
- Tjoa, Twie  (1999). Forens tussen vier culturen : Chinezen in 'de Oost'. Zamikrant  8 (13): 4–9 OCLC 775376950
- Patricia Collette (voorw.), Thera Van Osch (inl.), Alice Thijs, Annemiek Onstenk, Janneke Plantenga, [et al.] (2001). Mainstreaming van de zorgeconomie : discussiebundel over de economische waarde van de zorg. Vrouwen Alliantie, Utrecht. OCLC 66957432
- Butalid, Maya, Codrington, Wil, Ilksoy, Aysel, Klinkenberg, Tineke, Tjoa, Twie et al. (2001). Juryrapport ZAMI-award : "Vluchtelingen 2001". Zami, Amsterdam. OCLC 320881777
- Tjoa, Twie  (2001). Oost-West verbinding : project. Vamp : Vrouwen Alliantie media producties  1 (1): 20–21 OCLC 775379009
- Tjoa, Twie, Thijs, Alice (2003a). Hoe gelijk is gelijk? : wet- en regelgeving gelijke kansen voor vrouwen met een handicap, Utrecht. OCLC 428139934
- Tjoa, Twie  (2003b). Basisvoorzieningen als handelswaar?! : negatieve gevolgen van globalisering voor vrouwen. Vamp : Vrouwen Alliantie media producties  3 (1): 14–15 OCLC 775380028
- Tjoa, Twie, den Brok, Yvette; van Osch, Thera et al. (2003c). REA : toekomst voor vrouwen!? : reïntegratie van vrouwen met een chronische ziekte, 's-Hertogenbosch; Utrecht. OCLC 428093376
- Verslag seminar zorg en welzijn voor en door oudere vrouwen / Laura Christ, Nel Tjong Ajong, Marja Pijl, Binky Berger, Coby van Riel, Margit van der Steen, Twie Tjoa, Tineke van der Kraan, Marianne Dauvellier, Ruth van Aalderen ; Oudere Vrouwen Netwerk Nederland. - Amsterdam : FNV, 2005. - 23p.
- The Cultural Heritage of Women in Multicultural Dutch Society, In: Wieringa, Saskia (ed.), Traveling heritages: new perspectives on collecting, preserving, and sharing women's history. Amsterdam, Askant, 2008, ISBN 9789052602998, samen met Marjet Douze.
- De stille kracht van leiderschap, een Indisch perspectief, Uitgeverij Maklu&Garant, 2008, 332p., ISBN 9789044124002, samen met anderen; redactie: Edwin Hoffman
- Wrijving geeft glans (pdf). Koranti Fos'ten (april 2012). Gearchiveerd op 7 maart 2022. Geraadpleegd op 7 maart 2022.
- Diversiteit in supervisie, Deel 1. Hoofdstuk 3 in: Supervisiekunde, meerperspectivisch, Marjo Boer (et al), Amsterdam, Boom, 2015. 300p. ISBN 9789462760349.
- Caleidoscopia, Spelen met Diversiteit: Theorie, Praktijk en Ervaring. Uitgeverij Garant, 2016. - 127p., ISBN 9789044134087.
- Interseksionaliteit, Hoofdstuk 4.5 in: Diversiteit in de samenleving : concepten, voorbeelden uit de praktijk en methoden voor de hbo-professional/ red. Repáraz, Lucho Rubio. Van Gorkum, 2017. 296 blz., ISBN 9789023255031.
- Diversiteit en mechanismen bij leerprocessen. Deel 1.Hoofdstuk 3 in: BOER-DE WIT, Marjo [et al], Van levenservaring naar ervaringsdeskundigheid, didactiekboek. Gompel&Svacina Bvba, 2018. 592p., ISBN 9789463710398.
- BOS, Marten, Twie Tjoa : Liefde in beweging, Serie: Roze Levensboeken, nr.50. Amsterdam, Stichting IHLIA, 2022. 84p. .